# NGC 5185
NGC 5185 ist eine 13,6 mag helle Spiralgalaxie vom Hubble-Typ Sb im Sternbild Jungfrau auf der Ekliptik. Sie ist schätzungsweise 329 Millionen Lichtjahre von der Milchstraße entfernt und hat einen Durchmesser von etwa 180.000 Lichtjahren.

Im selben Himmelsareal befinden sich u. a. die Galaxien NGC 5167, NGC 5181, NGC 5207.
Die Supernovae SN 2006br (Typ Ia) und SN 2006dz wurden hier beobachtet.
Das Objekt wurde am 19. März 1787 von Wilhelm Herschel mit einem 18,7-Zoll-Spiegelteleskop entdeckt, der sie dabei mit „vF, S, iF, time a little inaccurate“ beschrieb.